# Maurice Deprez (Rennfahrer)
Maurice Edouard Deprez (* 10. Oktober 1890 in Douai; † 21. September 1970 in Vesoul) war ein französischer Autorennfahrer.

## Karriere als Rennfahrer
Maurice Deprez startete 1926 beim 24-Stunden-Rennen von Le Mans und fuhr dabei einen Overland 93 Six des Pariser Autohändlers Henri Falconnet. Falconnet war ein französischer Automobilpionier, der 1907 unter dem Namen Automobile Home selbst Fahrzeuge produzierte. Teampartner in Le Mans war Maurice Dumont. Mangels ausreichender Distanzleistung des von einem 2,8-Liter-Reihensechszylinder-Overland-Motor angetriebenen Rennwagens wurde das Duo nicht klassiert.

## Statistik

### Le-Mans-Ergebnisse
| Jahr | Team                  | Fahrzeug        | Teamkollege    | Platzierung     | Ausfallgrund |
| ---- | --------------------- | --------------- | -------------- | --------------- | ------------ |
| 1926 | Henri Falconnet Paris | Overland 93 Six | Maurice Dumont | nicht klassiert |              |